# Casabianca (1935)
Casabianca (Q183) – francuski oceaniczny okręt podwodny z okresu międzywojennego i II wojny światowej, jedna z 31 jednostek typu Redoutable. Okręt został zwodowany 2 lutego 1935 roku w stoczni Ateliers et Chantiers de la Loire w Nantes, a w skład Marine nationale wszedł 1 stycznia 1937 roku. Podczas wojny jednostka pełniła służbę na Morzu Śródziemnym i Atlantyku, biorąc udział w kampanii norweskiej. Od zawarcia zawieszenia broni między Francją a Niemcami „Casabianca” znajdowała się pod kontrolą rządu Vichy. 27 listopada 1942 roku okręt uniknął samozatopienia w Tulonie, uciekając do zdobytego przez Aliantów Algieru i wchodząc później w skład marynarki Wolnych Francuzów. W lutym 1952 roku okręt został sprzedany na złom.

## Projekt i budowa
„Casabianca” zamówiony został w ramach programu rozbudowy floty francuskiej z 1930 roku. Projekt (o sygnaturze M6 ) był ulepszeniem pierwszych powojennych francuskich oceanicznych okrętów podwodnych – typu Requin. Poprawie uległa krytykowana w poprzednim typie zbyt mała prędkość osiągana na powierzchni oraz manewrowość. Okręty typu Redoutable miały duży zasięg i silne uzbrojenie; wadą była ciasnota wnętrza, która powodowała trudności w dostępie do zapasów prowiantu i amunicji. Konstruktorem okrętów był inż. Jean-Jacques Roquebert. „Casabianca” należał do 3. serii jednostek, które otrzymały silniki Diesla o większej mocy, dzięki czemu osiągały one na powierzchni prędkość 20 węzłów .
„Casabianca” zbudowany został w stoczni Ateliers et Chantiers de la Loire w Nantes . Stępkę okrętu położono 28 lipca 1931 roku , a zwodowany został 2 lutego 1935 roku.

## Dane taktyczno–techniczne
„Casabianca” był dużym, oceanicznym okrętem podwodnym o konstrukcji dwukadłubowej. Długość całkowita wynosiła 92,3 metra (92 metry między pionami), szerokość 8,2 metra i zanurzenie 4,7 metra. Wyporność standardowa w położeniu nawodnym wynosiła 1384 tony (normalna 1570 ton), a w zanurzeniu 2084 tony. Okręt napędzany był na powierzchni przez dwa silniki wysokoprężne Sulzer o łącznej mocy 8000 KM. Napęd podwodny zapewniały dwa silniki elektryczne o łącznej mocy 2000 KM. Dwuśrubowy układ napędowy pozwalał osiągnąć prędkość 20 węzłów na powierzchni i 10 węzłów w zanurzeniu . Zasięg wynosił 10 000 Mm przy prędkości 10 węzłów w położeniu nawodnym (lub 4000 Mm przy prędkości 17 węzłów) oraz 100 Mm przy prędkości 5 węzłów w zanurzeniu. Zbiorniki paliwa mieściły 95 ton oleju napędowego . Dopuszczalna głębokość zanurzenia wynosiła 80 metrów, a czas zanurzenia 45-50 sekund. Autonomiczność okrętu wynosiła 30 dób .
Okręt wyposażony był w siedem wyrzutni torped kalibru 550 mm: cztery na dziobie i jeden potrójny zewnętrzny aparat torpedowy. Prócz tego za kioskiem znajdował się jeden podwójny dwukalibrowy (550 lub 400 mm) aparat torpedowy . Na pokładzie było miejsce na 13 torped, w tym 11 kalibru 550 mm i dwie kalibru 400 mm . Uzbrojenie artyleryjskie stanowiło działo pokładowe kalibru 100 mm M1925 L/45 oraz zdwojone stanowisko wielkokalibrowych karabinów maszynowych Hotchkiss kalibru 13,2 mm L/76 . Jednostka wyposażona też była w hydrofony .
Załoga okrętu składała się z 4 oficerów oraz 57 podoficerów i marynarzy.

## Służba

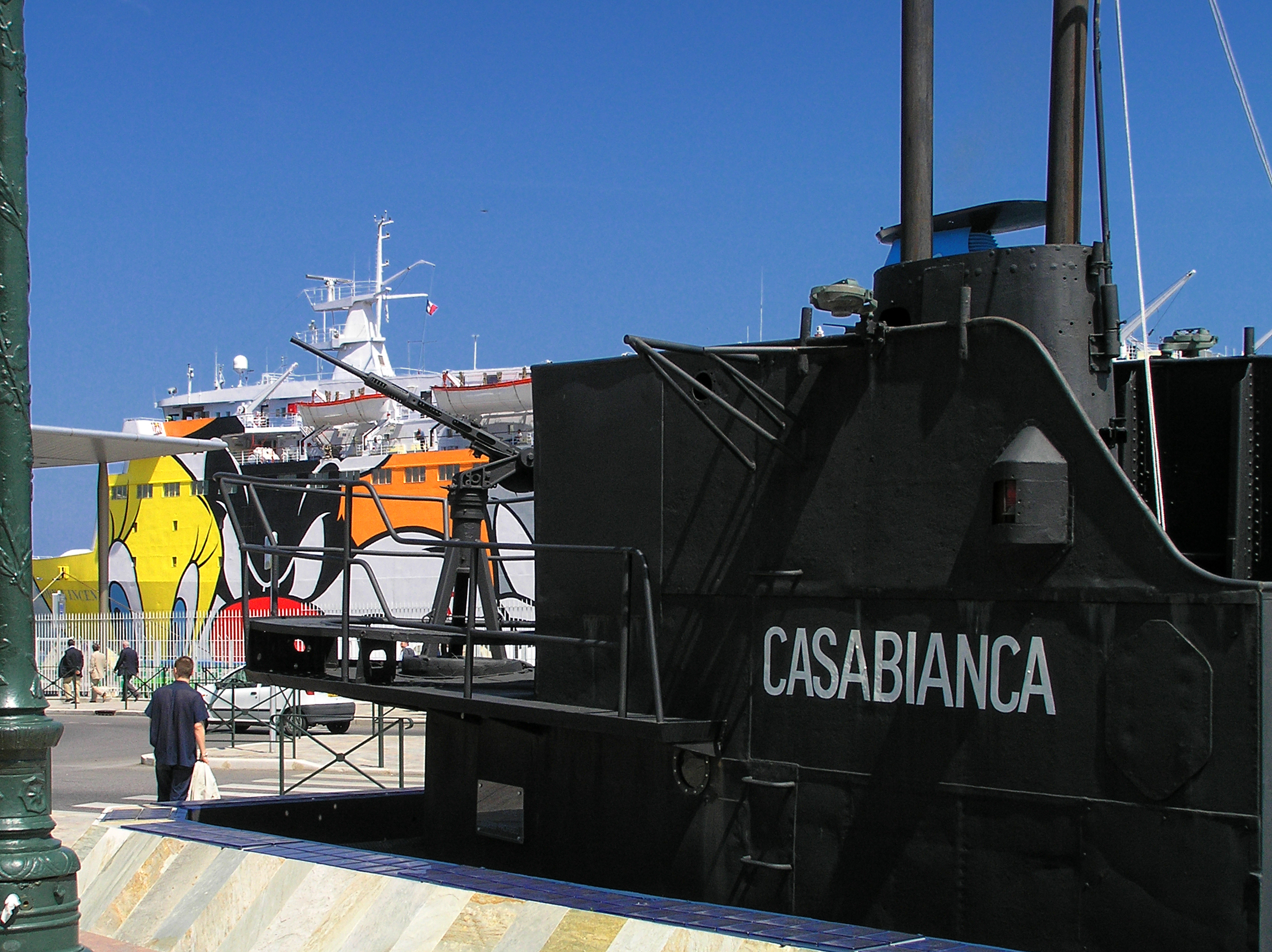
Kiosk okrętu w Bastii.

„Casabianca” wszedł do służby w Marine nationale 1 stycznia 1937 roku . Jednostka otrzymała numer burtowy Q183 . W momencie wybuchu II wojny światowej okręt pełnił służbę na Atlantyku, będąc jednostką flagową 2. dywizjonu 4. eskadry okrętów podwodnych w Breście (w skład którego wchodziły siostrzane okręty „Achille”, „Pasteur” i „Sfax”) . Dowódcą okrętu był w tym okresie kmdr ppor. F.M. Carre . Od 22 września do 3 listopada okręty 2. dywizjonu patrolowały rejon przylądka Ortegal w poszukiwaniu niemieckich statków handlowych zmierzających do hiszpańskich portów . 4 listopada nowym dowódcą jednostki został mianowany kmdr ppor. R.L.B. Sacaze . W dniach 14–25 listopada „Casabianca”, „Achille”, „Sfax” i „Pasteur” eskortowały krążownik pomocniczy „Quercy” na trasie z Brestu do Halifaxu . Pomiędzy 5 a 16 grudnia „Casabianca” i „Sfax” wraz z brytyjskim pancernikiem HMS „Revenge” eskortowały w centralnej części Atlantyku konwój HX-11, który 18 grudnia dopłynął do Liverpoolu . Po opuszczeniu konwoju w pobliżu Lizard Point oba okręty podwodne w eskorcie awiza „Commandant Rivière” dotarły 17 grudnia do Brestu .
17 kwietnia 1940 roku wszystkie jednostki 2. dywizjonu okrętów podwodnych („Achille”, „Pasteur”, „Casabianca” i „Sfax”) udały się do Harwich, by wspomóc Brytyjczyków w kampanii norweskiej (dowództwo okrętu sprawował nadal kmdr ppor. R.L.B. Sacaze) . 18 kwietnia okręt przepłynął do Dundee, skąd 21 kwietnia wyszedł na patrol w rejon Karmsund i Selbjørnsfjorden (nieopodal Bergen) . Na kolejny patrol jednostkę wysłano w okolice Lindesnes, z którego powróciła do bazy 1 maja  . 14 maja nieopodal Vest-Agder okręt wykrył wrogi konwój, jednak ze względu na zbyt dużą odległość nie zdołał go zaatakować . 4 czerwca 1940 roku „Casabianca” i pozostałe francuskie okręty podwodne uczestniczące w kampanii norweskiej wraz z okrętem-bazą „Jules Verne” opuściły Dundee i powróciły do Brestu, eskortowane przez brytyjskie niszczyciele HMS „Bedouin” i HMS „Ashanti” .
W czerwcu 1940 roku „Casabianca” nadal wchodził w skład 2. dywizjonu 4. eskadry okrętów podwodnych w Breście, a jego dowódcą był kmdr ppor. R.L.B. Sacaze (okręt znajdował się w remoncie) . 18 czerwca, wobec zbliżania się wojsk niemieckich do portu w Breście, „Casabianca” ewakuowała się do Casablanki (razem z okrętami podwodnymi „Méduse”, „Sfax”, „Persée”, „Poncelet”, „Ajax”, „Circé”, „Thétis”, „Calypso”, „La Sibylle”, „Amazone”, „Antiope”, „Orphée” i „Amphitrite”) . Po zawarciu zawieszenia broni między Francją a Niemcami okręt znalazł się pod kontrolą rządu Vichy. W dniach 8-14 kwietnia 1941 roku jednostka – wraz z wieloma innymi francuskimi okrętami stacjonującymi w Dakarze – wzięła udział w poszukiwaniach francuskiego parowca „Fort de France” (4279 BRT), który podczas rejsu z Martyniki do Dakaru został przechwycony przez brytyjski krążownik pomocniczy HMS „Bulolo” i po obsadzeniu załogą pryzową skierowany w kierunku Gibraltaru . Statek został odnaleziony 12 kwietnia przez krążownik „Primauguet” i niszczyciel „Albatros”, po czym doprowadzony do Casablanki .
W momencie ataku Niemców na Tulon 27 listopada 1942 roku okręt, pod dowództwem kmdra ppor. Jeana L’Herminiera, cumował w basenie Maurillon. Jednostka uniknęła samozatopienia, przerywając sieci przeciwtorpedowe i uciekając jako pierwsza z portu do zdobytego przez Aliantów Algieru. W grudniu 1942 roku „Casabianca” weszła w skład marynarki Wolnych Francuzów . 11 marca 1943 roku „Casabianca” zatopiła włoski statek „Principessa Mafalda” (458 BRT). We wrześniu i październiku 1943 roku jednostka wraz z innymi okrętami francuskimi wzięła udział w zdobyciu Korsyki. W nocy z 10 na 11 oraz z 12 na 13 września okręt wysadził nieopodal Ajaccio dwie grupy francuskich komandosów, przewiezionych z Algieru . 22 grudnia nieopodal Tulonu dowodzony przez kpt. mar. Belleta okręt zatopił w ataku torpedowym niemiecki ścigacz okrętów podwodnych UJ-6076 . Sześć dni później w tym samym rejonie załoga jednostki odniosła kolejny sukces, skutecznie torpedując statek handlowy „Chisone” o pojemności 6168 BRT, a następnie unikając bomb głębinowych zrzuconych w kontrataku przez ścigacz UJ-2202 . W kwietniu 1944 roku okręt operował w zachodniej części Morza Śródziemnego . 22 maja „Casabianca”, nadal dowodzona przez kpt. mar. Belleta, wysadziła grupę francuskich agentów nieopodal Barcelony . 9 czerwca nieopodal Île du Levant okręt zatopił kolejny niemiecki pomocniczy ścigacz okrętów podwodnych – UJ-6079 .
W latach 1944–1945 okręt poddano modernizacji, w wyniku której zamiast zdwojonych wkm kal. 13,2 mm zamontowano dwa pojedyncze działka przeciwlotnicze Oerlikon kal. 20 mm, zainstalowano radary oraz sonar . Remontu dokonano w USA, w stoczni Philadelphia Naval Shipyard w Filadelfii . Po zakończonym remoncie, via Azory jednostka 30 marca 1945 roku dotarła do Casablanki . W 1945 roku numer burtowy jednostki zmieniono na S03 .
Jednostka została sprzedana w celu złomowania 12 lutego 1952 roku, po 15 latach eksploatacji .